# 阿斯代伦
阿斯代伦（Astarion Ancunín）是拉瑞安工作室博德之门系列游戏中的虚构人物，该系列基于《龙与地下城》的桌面奇幻角色扮演系统。阿斯代伦首次出现在2023年的《博德之门3》中，他可以作为主要的可玩角色，既可以作为主要主角，也可以作为可招募的队伍成员，并且是一名游荡者，擅长潜行、开锁和偷袭。
在游戏中，阿斯代伦与其他几名队伍成员一起被绑架，并感染了灵吸怪寄生虫，必须寻找治愈自己的方法。在故事的早期，他被揭露为吸血衍体，一种由吸血鬼创造的不死生物。他的个人任务集中在躲避和追捕他的前主人卡扎多尔。
阿斯代伦受到普遍好评。当他在《博德之门3》抢先体验期间首次出现时，便成为了一个粉丝最爱的角色。由于他的受欢迎程度，他在游戏盒子的封面艺术上的显著位置以及在后续预告片和营销活动中的角色被大大提升。他因其干练、机智的性格、引人入胜的背景故事和性感魅力而获得了评论界的称赞。 阿斯代伦由英国演员尼尔·纽本配音，他因出色的配音表现获得了好评并赢得了多个奖项，包括2023年金摇杆奖最佳配角奖和2023年游戏大奖最佳表演奖。

## 创作与发展

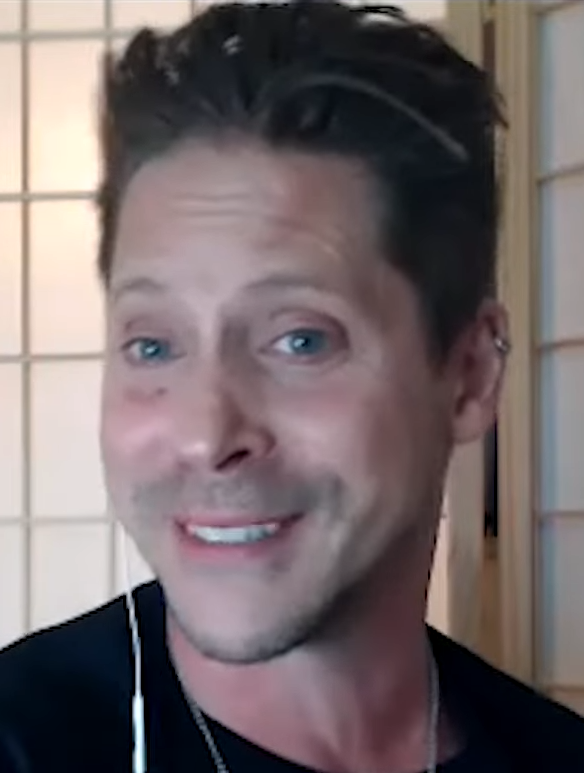
尼爾·紐本 (Neil Newbon)为阿斯代伦提供了声音和动作捕捉，他的表演获得了一致好评并获得多项奖项。

阿斯代伦由《博德之门3》资深编剧史蒂芬·鲁尼（Stephen Rooney）创建并主要编写。他由英国演员尼爾·紐本（Neil Newbon）配音并进行动作捕捉。 在讨论他将这个角色演绎得栩栩如生的过程时，纽本表示，他深受意大利即兴喜剧的影响，其中包括了一个名叫阿莱基诺的无道德小丑角色。阿斯代伦的举止是根据纽本的几位朋友和几位创意人士改编的，即化妆师Leendert Van Nimwegen、演员Giles Foreman和歌舞表演者鲁本·凯伊（Reuben Kaye） 。纽本表示，他从一只当地的流浪猫那里发展了阿斯代伦角色的一些吸血鬼方面，解释说：“这只猫的移动方式，或者这只猫看你的方式。这只猫会让你靠近，然后在它厌烦的时候把你的手撕下来，因为那就够了。‘够了，现在。现在别碰我，亲爱的。’” 
纽本承认到这个角色的重要性。他表示：“有人来找我，说他们感到被激励去处理自己的创伤。作为一名幸存者，当他们跟我谈论这些时，我理解他们的意思。他们感觉在游戏中被看见，通过角色感到被理解。这证明了拉瑞安、斯文·温克和编剧团队共同创作的这部令人惊叹、美丽的杰作。” 
在讨论扮演阿斯代伦的感受时，纽本解释说他在处理一些重要主题时被赋予了创造性自由。他发现扮演一个最初看似“奢侈、操纵、享乐的吸血鬼”，但实际上深受创伤并戴着面具以保护自己免受痛苦，并愿意做任何事情以保全新获得的自由的角色这件事非常迷人。他还赞扬了该角色的泛性恋特质，并讨论了如何通过一位亲密协调员为所有表演者提供帮助，使他们能够将游戏中的性爱场景变为现实。 
对于纽本来说，描绘阿斯代伦这个遭受创伤和虐待的幸存者的挣扎是一种艰难的平衡。他承认“有很多东西非常贴近我个人的经历”，并且他必须小心分辨自己的生活中带入角色的部分与剧本中角色实际的真实性，并反思了他和开发者在他的故事线上所付出的关怀。他解释说：“这不是一个噱头。他并没有受到创伤只是因为这‘只是角色故事的另一个想法’……这是一个非常丰满、深入、层次分明的对处于困境和危险中的角色的观察——以及他们如何摆脱创伤以及他们可以用新发现的自由感做什么，以及这对他们意味着什么。”

### 游戏内
作为一名游荡者，阿斯代伦身穿轻甲，拥有妖精血统和黑暗视觉，并通过精灵武器训练获得长剑熟练项、短剑熟练项、长弓熟练项和短弓熟练项。阿斯代伦擅长杂技、欺骗、感知、表演、说服、诡计和潜行，这使他在玩家并没有创建另一个游荡者角色的情况下非常适合执行多种任务，包括撬锁和解除陷阱。作为一名高精灵，他天生拥有施放火焰箭的能力，但没有其他魔法能力。作为吸血衍体，阿斯代伦拥有独特的“吸血鬼之噬”能力，可以从一个活物身上吸取血液来恢复生命值，不过这个能力直到玩家在故事中发现他是吸血鬼时（通常发生在阿斯代伦试图从玩家角色身上吸血的情节中）才会解锁。
阿斯代伦拥有名为“苍白的精灵”的系列伙伴任务。当他在这个个人任务中飞升后，他将获得“吸血鬼至尊”的被动特性，带来“吸血鬼之噬”技能的升级版本，被称为“至尊噬咬”，以及变成一团迷雾的“无实质形态”能力。 

## 出场

### 在《博德之门3》中
阿斯代伦是一名高精灵游荡者，也是一位吸血衍体。玩家可以选择扮演阿斯代伦作为主控角色，也可以将他招募进入队伍。 

### 其他
在电子游戏之外，该角色还出现在集换式卡牌游戏《万智牌》中“指挥官传奇：争战博德之门”套装中的常规卡牌和特殊“展示”卡牌上。 

## 评价
《博德之门3》发布后，阿斯代伦立即成为粉丝最喜欢的角色，据NBC新闻和CNN报道，以他为主角的视频在TikTok上的观看次数已超过5亿次，粉丝们称赞他令人心旷神怡的特征、时髦的俏皮话和令人愉快的浪漫情节是他们喜欢这个角色的一些主要原因。  
阿斯代伦在《博德之门3》中的其他队伍成员中享有很高的声誉，在众多最佳角色名单中名列前茅。 Dexerto的杰西卡·菲尔比（Jessica Fillby）将他与卡菈克 和影心并列为S级，并表示：“《博德之门3》中的阿斯代伦很难让人抗拒，无论是他的吸血鬼魅力还是他所拥有的纯粹的魅力。不管怎样，阿斯代伦都很有趣，极具调情天赋，而且恰到好处地带来麻烦，足以让任何《龙与地下城》玩家感兴趣。” Den of Geek的马修·伯德（Matthew Byrd）将阿斯代伦列为游戏中第四大最佳伴侣。他解释说：“阿斯代伦的故事不仅引人入胜，而且是为数不多的几个一开始就具有有趣的伴侣故事——而不是在你投入大量时间去了解一个角色之后——的角色之一。阿斯代伦的故事永远不会像你想象的那样发展，而我认为这是最好的方式。”  GamesRadar+的凯特琳·米切尔·朱厄特（Katelyn Mitchell Jewett）也宣称阿斯代伦是游戏中最好的伙伴之一，理由包括他复杂而引人入胜的个人故事、作为队伍成员的实用性、他的浪漫情节以及他对剧情中心冲突的独特看法。 在同一出版物中，凯莉·塔尔伯特（Carrie Talbot）赞扬了阿斯代伦的人物塑造以及鲁尼和纽本的写作和表演，并认为这个角色的创作彻底改变了角色扮演游戏中的道德体系。 

### 奖项和提名
| 年份   | 奖项           | 类别         | 提名作品  | 结果         | 参考   |
| ------ | -------------- | ------------ | --------- | ------------ | ------ |
| 2023年 | 金摇杆奖       | 最佳配角奖   | 博德之门3 | 獲獎         | [ 15 ] |
| 2023年 | 游戏大奖       | 最佳演出     | 博德之门3 | 獲獎         | [ 16 ] |
| 2024年 | 纽约游戏奖     | 最佳游戏表现 | 博德之门3 | 提名         | [ 17 ] |
| 2024年 | D.I.C.E.大奖   | 杰出角色成就 | 博德之门3 | 待定         | [ 18 ] |
| 2024年 | 英国学院游戏奖 | 主角表演奖   | 博德之门3 | 入圍初选名单 | [ 19 ] |